# Antti Häkkänen
Antti Edvard Häkkänen, född 16 januari 1985 i Mäntyharju, är en finländsk samlingspartistisk politiker. Han är ledamot av Finlands riksdag sedan 2015 och var justitieminister mellan 2017 och 2019.
Häkkänen blev invald i riksdagsvalet 2015 med 6 216 röster från Sydöstra Finlands valkrets.

## Utmärkelser
- Kommendörstecknet av Finlands Lejons orden,  6 december 2019[3]

[Redigera Wikidata]